# Institut André-et-Rina-Neher
Pour les articles homonymes, voir Neher.
L'Institut André-et-Rina-Neher (ou IARN), créé en 1993, est le centre de formation pédagogique pour les personnels enseignants des écoles juives de France, du premier et du second degré.

## Historique
Créé par Prosper Elkouby et le Pr Armand Lévy à l'initiative du FSJU, il constitue un vecteur essentiel dans la professionnalisation de l'école juive. Il comprend un Centre de formation pédagogique (CFP) chargé de la formation des professeurs de matières d'enseignement général, et un département consacré à la formation des personnels de l'enseignement religieux et d'encadrement.
Depuis 2010, il est conventionné avec l'ESPE (école supérieure de professorat et de l'éducation) où les étudiants suivent une UE pour compléter le Master MEEF (métiers de l'enseignement de l'éducation et de la formation). La fonction de l'IARN est de permettre aux futurs professeurs des écoles d'acquérir les compétences nécessaires à l'exercice de leur profession, dans le cadre du « caractère propre » de leur établissement défini par la « loi Debré » relative aux établissements privés confessionnels ayant passé un contrat d'association avec l’État.
En 20 ans il forme plus de 400 professeurs des écoles, 200 professeurs de matières juives, une trentaine de directeurs d'école, et des conseillers pédagogiques.
Il est en particulier à l'origine de l'introduction dans les écoles juives de méthodes modernes d'écriture de programmes d'enseignement religieux, inspirés des travaux de chercheurs américains comme Joseph Schwab ou Ralph W. Tyler (en) et adaptés à l'école juive par Seymour Fox aux États-Unis.
En septembre 2014, l'Institut André-et-Rina-Neher intègre le Campus FSJU.

## Directeurs
- Prosper Elkouby (1993 - 1999)
- Jo Tolédano (1999 - 2006)
- Benjamin Touati (2006 - 2014)
- Patrick Petit-Ohayon (2014 à ce jour)